# Boscaler de Pleske
El boscaler de Pleske (Helopsaltes pleskei; syn: Locustella pleskei) és una espècie d'ocell de la família dels locustèl·lids (Locustellidae). Nidifica a l'est de Sibèria fins a Corea, les illes Kyūshū i Izu; hivernant al sud de la Xina. Habita els matollars temperats, els matollars secs subtropicals o tropicals i les zones humides. Està amenaçat per la pèrdua d'hàbitat i el seu estat de conservació es considera vulnerable.
El seu nom específic reconeix al naturalista i col·leccionista anglès, Frederick William Styan.

## Taxonomia
Segons la llista mundial d'ocells del Congrés Ornitològic Internacional (versió 13.2, agost 2023) aquest tàxon estaria classificat en el gènere Helopsaltes. Tanmateix, altres obres taxonòmiques, com el Handook of the Birds of the World i la quarta versió de la BirdLife International Checklist of the birds of the world (Desembre 2019), el classifiquen dins del gènere Locustella.